# Jörg Schweinitz
Jörg Schweinitz (* 1953 in Potsdam) ist ein deutscher Filmwissenschaftler.
Schweinitz studierte von 1973 bis 1978 Kunst- und Kulturwissenschaften an der Universität Leipzig und wurde 1981 mit einer Studie zur Filmästhetik unter dem Titel Untersuchungen zur ästhetischen Attraktivität von Spielfilmen promoviert. Von 1981 bis 1985 arbeitete er als wissenschaftlicher Assistent an der Universität Leipzig in der Sektion Kultur- und Kunstwissenschaften, von 1985 bis 1992 als wissenschaftlicher Mitarbeiter an der Akademie der Künste zu Berlin (Ost) im Forschungsbereich Film. 1993 bis 1994 war er als Research Fellow an der Princeton University tätig.
Schweinitz erhielt ein Habilitationsstipendium der DFG und habilitierte sich 2002 an der Universität Konstanz, übte aber schon zwischenzeitlich Vertretungsprofessuren aus, so an der Freien Universität Berlin, an der Universität Klagenfurt, an der Philipps-Universität Marburg, an der Universität Chicago, an der Ruhr-Universität Bochum und an der Universität Zürich.
2006 wurde er als Professor für Mediengeschichte an die Hochschule für Film und Fernsehen Potsdam in Babelsberg berufen, von 2007 bis 2018 war er als ordentlicher Professor am Seminar für Filmwissenschaft der Universität Zürich tätig, als dessen Leiter er von 2008 bis 2013 amtierte.

## Publikationen (Auswahl)
- Aspekte der ästhetischen Attraktivität von Spielfilmen: ästhetisch-theoretische Untersuchung unter besonderer Berücksichtigung des unterhaltungsorientierten Rezeptionszusammenhanges. OCLC 916930035 Dissertationsschrift A, Universität Leipzig 1981.
- Prolog vor dem Film – Nachdenken über ein neues Medium.1909–1914. Reclam, Leipzig 1992, ISBN 978-3-379-01432-8.
- Film und Stereotyp. Eine Herausforderung für das Kino und die Filmtheorie. Zur Geschichte eines Mediendiskurses. Akademie, Berlin 2006, ISBN 3-05-004282-6 (Zugl. Habil.schrift Universität Konstanz 2002: Stereotyp und Film)

- Film and Stereotype. A Challenge for Cinema and Theory. Columbia University Press, New York 2011, ISBN 978-0-231-15149-8.

- mit Margit Tröhler (Hrsg.): Die Zeit des Bildes ist angebrochen! Französische Intellektuelle, Künstler und Filmkritiker über das Kino. Eine historische Anthologie 1906–1929. Mit Beiträgen von René Clair, Jean Epstein, Louis Feuillade, Abel Gance, Marcel L’Herbier, Louis Aragon, Blaise Cendrars, Jean Cocteau, Georgette Leblanc, Fernand Léger, Colette, Louis Delluc, Henri Bergson u. a. Alexander Verlag Berlin, 2016, ISBN 978-3-89581-409-9.